# A66 (Frankrijk)
De A66, ook wel bekend als L'Ariégeoise, is een autosnelweg gelegen in het zuiden van Frankrijk, die de plaats Villefranche-de-Lauragais bij het knooppunt met de A61 verbindt met de plaats Pamiers (afrit 4). Vanaf daar loopt de weg verder als de autoweg N20. De totale lengte van het traject bedraagt ongeveer 38 kilometer. De weg, die in 2002 werd geopend, is een belangrijke toegangsweg naar Andorra en de rest van de Pyreneeën.

## Beheer
De weg staat onder het beheer van de organisatie Autoroutes du Sud de la France (ASF). Zij is ook degene die de tol heft voor het gebruik van de snelweg.

## Departementen
De snelweg A66 doorkruist de volgende twee departementen:
- Haute-Garonne
- Ariège

## Toekomstige uitbreiding
Bij Pamiers waar de autosnelweg A68 nu nog overgaat in de autoweg N20 is men van plan deze geheel als snelweg door te trekken tot Tarascon sur Ariège. De opleveringsdatum is echter nog onbekend. Tegen 2020 zal de weg dan doorgetrokken gaan worden naar de Spaanse grens bij Puigcerda, dit als onderdeel van een directe autosnelweg verbinding tussen Toulouse en Barcelona.